# Network-attached storage
Network-attached storage, vaak afgekort tot het acroniem NAS, is een opslagmedium dat op het netwerk aangesloten is en gebruikmaakt van het TCP/IP-protocol voor dataoverdracht. NAS-apparaten zijn in feite volwaardige bestandsservers (file servers in het Engels), omdat men onder meer gebruikerstoegang en limieten kan instellen.
Bij NAS wordt het bestandssysteem beheerd vanuit het NAS-systeem zelf, in tegenstelling tot SAN, waarbij het bestandssysteem beheerd wordt door servers. Een NAS voor thuisgebruik heeft ruimte voor één, twee of vier harde schijven. Met twee of meer schijven is RAID mogelijk, dit is een technologie met als doel de veiligheid, snelheid en/of capaciteit te vergroten.
Vanaf 2006 zijn er NAS-systemen in de handel die qua opbouw nauwelijks verschillen van externe USB-schijven. Met behulp van eenvoudige pc-hardware en een pakket als OpenMediaVault, TrueNAS, NAS4Free of Rockstor kan zelf een NAS-systeem opgebouwd worden. Grotere NAS-systemen zijn vaak servers die speciaal voor deze taak ontworpen zijn en een voor opslag geoptimaliseerde variant van een besturingssysteem als Windows of Linux draaien. Bij dergelijke grote NAS-systemen zijn vaak ook voorzieningen voor het maken van back-ups ingebouwd.
De alternatieven voor NAS zijn direct-attached storage (DAS), waarbij het opslagmedium direct aangesloten is op een computersysteem zonder tussenkomst van een netwerk, en storage area network (SAN), waarbij de opslag (net zoals NAS) in een extern opslagsysteem gebeurt dat via een netwerk benaderd kan worden.

## Functies
Een NAS-systeem dat op het netwerk aangesloten is, kan geraadpleegd worden door elke machine op datzelfde netwerk. Een NAS-systeem vereenvoudigt zo het delen van informatie, vooral tussen verschillende besturingssystemen. Het vergroten van de opslagcapaciteit is meestal eenvoudig: een nieuwe (en/of grotere) harde schijf kopen of NAS-systemen aan elkaar koppelen.
Sommige NAS-systemen hebben ingebouwde extra functies:
- printerserver, waarmee een centrale printer gebruikt kan worden door alle computers in het netwerk.
- webserver, soms met MySQL- en PHP-mogelijkheden
- FTP-server, waarmee de opgeslagen bestanden ook van buitenaf via internet toegankelijk zijn.
- Streaming media-server zodat de inhoud van de NAS via een externe mediaspeler afgespeeld kan worden
- Back-up-server die automatisch gegevens van elders kan ophalen
- BitTorrent-client die torrents kan downloaden en vervolgens weer kan delen
- Cloudopslagfuncties

## Voor- en nadelen
- De besturingssystemen van (professionele) NAS-appliances zijn ontwikkeld voor data-opslag. Hierdoor zijn de prestaties ten opzichte van bijvoorbeeld een traditionele Windows-fileserver aanzienlijk hoger (of kan de server toe met minder geheugen en/of rekenkracht). Mede hierdoor is het energieverbruik meestal lager dan dat van een gewone server.
- De prestaties ten opzichte van SAN zijn echter lager doordat de data door tragere netwerkprotocollen verzonden moet worden. Er moeten namelijk hele bestanden in plaats van losse blokken overgestuurd worden. Door het gebruik van een NAS kunnen de LAN-prestaties dalen.
- Een NAS draait vaak onder een bekend besturingssysteem, zoals Windows of Linux. Het is echter mogelijk dat voor de opslag een eigen bestandsindeling wordt gebruikt. Dat betekent dat de schijven niet meer leesbaar zijn als de NAS defect raakt - tenzij men de schijven naar een NAS van hetzelfde type overbrengt.[4]